# Liste der Länderspiele der mosambikanischen Fußballnationalmannschaft

Logo des Federação Moçambicana de Futebol

Diese Liste enthält alle offiziellen A-Länderspiele der Mosambikanischen Fußballnationalmannschaft.

## Länderspiele

### 1970 bis 1979
|   | Datum      | Gegner    | Resultat | Anlass             | Austragungsort | Bemerkungen                                                                           |
| - | ---------- | --------- | -------- | ------------------ | -------------- | ------------------------------------------------------------------------------------- |
| . | 25.06.1975 | Sambia    | 2:1      | Freundschaftsspiel | ? (MOS)        | Erstes Länderspiel gegen Sambia                                                       |
| . | 24.10.1975 | Sambia    | 0:3      | Freundschaftsspiel | ? (SAM)        |                                                                                       |
| . | 1975       | Tansania  | 2:1      | Freundschaftsspiel | ? (MOS)        | Erstes Länderspiel gegen Tansania                                                     |
| . | 01.02.1977 | Tansania  | 1:2      | Freundschaftsspiel | ? (TAN)        |                                                                                       |
| . | 30.05.1977 | Kuba      | 0:2      | Freundschaftsspiel | ? (MOS)        | Erstes Länderspiel gegen eine amerikanische Mannschaft, Erstes Länderspiel gegen Kuba |
| . | 20.12.1977 | Tansania  | 1:2      | Freundschaftsspiel | ? (MOS)        |                                                                                       |
| . | 30.09.1978 | Botswana  | 4:1      | Freundschaftsspiel | ? (BOT)        | Erstes Länderspiel gegen Botswana                                                     |
| . | 01.10.1978 | Botswana  | 2:0      | Freundschaftsspiel | ? (BOT)        |                                                                                       |
| . | 19.05.1979 | Rhodesien | 0:6      | Freundschaftsspiel | ? (RHO)        | Erstes Länderspiel gegen Rhodesien / Simbabwe, Höchste Niederlage                     |

### 1980 bis 1989
|   | Datum      | Gegner         | Resultat            | Anlass                                             | Austragungsort | Bemerkungen                                     |
| - | ---------- | -------------- | ------------------- | -------------------------------------------------- | -------------- | ----------------------------------------------- |
| . | 20.04.1980 | Simbabwe       | 0:6                 | Freundschaftsspiel                                 | Harare (SIM)   | Höchste Niederlage                              |
| . | 13.07.1980 | Zaire          | 2:5                 | Fußball-Weltmeisterschaft 1982/Qualifikation       | Kinshasa (ZAI) | Erstes Länderspiel gegen Zaire / DR Kongo       |
| . | 27.07.1980 | Zaire          | 1:2                 | Fußball-Weltmeisterschaft 1982/Qualifikation       | Maputo (MOS)   |                                                 |
| . | 10.08.1980 | Lesotho        | 6:1                 | Afrika-Cup 1982/Qualifikation                      | Maputo (MOS)   | Erstes Länderspiel gegen Lesotho, Höchster Sieg |
| . | 24.08.1980 | Lesotho        | 1:2                 | Afrika-Cup 1982/Qualifikation                      | Maseru (LES)   |                                                 |
| . | 09.11.1980 | Angola         | 1:1                 | Freundschaftsspiel                                 | ? (ANG)        | Erstes Länderspiel gegen Angola                 |
| . | 12.11.1980 | Äthiopien      | 2:3                 | Freundschaftsspiel                                 | ? (ÄTH)        | Erstes Länderspiel gegen Äthiopien              |
| . | 05.04.1981 | Zaire          | 1:2                 | Afrika-Cup 1982/Qualifikation                      | Kinshasa (ZAI) |                                                 |
| . | 19.04.1981 | Zaire          | 3:3                 | Afrika-Cup 1982/Qualifikation                      | Maputo (MOS)   |                                                 |
| . | 14.06.1981 | Lesotho        | 2:0                 | Freundschaftsspiel                                 | ? (SIM)        |                                                 |
| . | 16.06.1981 | Simbabwe       | 1:6                 | Freundschaftsspiel                                 | ? (SIM)        |                                                 |
| . | 25.06.1981 | Angola         | 0:1                 | Freundschaftsspiel                                 | ? (MOS)        |                                                 |
| . | 06.07.1981 | Malawi         | 1:3                 | Freundschaftsspiel                                 | ? (MWI)        | Erstes Länderspiel gegen Malawi                 |
| . | 08.07.1981 | Simbabwe       | 2:4                 | Freundschaftsspiel                                 | ? (MWI)        |                                                 |
| . | 13.08.1981 | Lesotho        | 2:0                 | Freundschaftsspiel                                 | ? (MOS)        |                                                 |
| . | 04.11.1981 | Malawi         | 1:0                 | Freundschaftsspiel                                 | ? (MOS)        |                                                 |
| . | 27.06.1982 | Simbabwe       | 1:1                 | Freundschaftsspiel                                 | ? (MOS)        |                                                 |
| . | 06.03.1983 | Lesotho        | 3:0                 | Olympische Sommerspiele 1984/Fußball/Qualifikation | ? (MOS)        |                                                 |
| . | 20.03.1983 | Lesotho        | 0:0                 | Olympische Sommerspiele 1984/Fußball/Qualifikation | ? (LES)        |                                                 |
| . | 03.04.1983 | Kamerun        | 3:0                 | Afrika-Cup 1984/Qualifikation                      | Maputo (MOS)   | Erstes Länderspiel gegen Kamerun                |
| . | 24.04.1983 | Kamerun        | 0:4                 | Afrika-Cup 1984/Qualifikation                      | Yaoundé (KMR)  |                                                 |
| . | 29.05.1983 | Simbabwe       | 0:1                 | Olympische Sommerspiele 1984/Fußball/Qualifikation | ? (MOS)        |                                                 |
| . | 12.06.1983 | Simbabwe       | 0:2                 | Olympische Sommerspiele 1984/Fußball/Qualifikation | ? (SIM)        |                                                 |
| . | 16.06.1983 | Malawi         | 0:2                 | Freundschaftsspiel                                 | ? (MOS)        |                                                 |
| . | 18.06.1983 | Simbabwe       | 0:0                 | Freundschaftsspiel                                 | ? (MOS)        |                                                 |
| . | 16.09.1984 | Mauritius      | 0:0                 | Afrika-Cup 1986/Qualifikation                      | Curepipe (MRI) | Erstes Länderspiel gegen Mauritius              |
| . | 30.09.1984 | Mauritius      | 3:0                 | Afrika-Cup 1986/Qualifikation                      | Maputo (MOS)   |                                                 |
| . | 31.03.1985 | Malawi         | 1:1                 | Afrika-Cup 1986/Qualifikation                      | Lilongwe (MWI) |                                                 |
| . | 16.04.1985 | Malawi         | 1:1 n. V. 6:5 i. E. | Afrika-Cup 1986/Qualifikation                      | Maputo (MOS)   |                                                 |
| . | 25.06.1985 | Angola         | 0:3                 | Freundschaftsspiel                                 | ? (MOS)        |                                                 |
| . | 04.07.1985 | Angola         | 1:2                 | Freundschaftsspiel                                 | ? (MOS)        |                                                 |
| . | 07.07.1985 | Angola         | 0:1                 | Freundschaftsspiel                                 | ? (ANG)        |                                                 |
| . | 23.08.1985 | Libyen         | 1:2                 | Afrika-Cup 1986/Qualifikation                      | Benghazi (LBY) | Erstes Länderspiel gegen Libyen                 |
| . | 15.09.1985 | Libyen         | 2:1 n. V. 4:3 i. E. | Afrika-Cup 1986/Qualifikation                      | Maputo (MOS)   |                                                 |
| . | 07.11.1985 | Angola         | 0:0                 | Freundschaftsspiel                                 | ? (ANG)        |                                                 |
| . | 11.11.1985 | Simbabwe       | 2:2                 | Freundschaftsspiel                                 | ? (ANG)        |                                                 |
| . | 25.02.1986 | Algerien       | 1:4                 | Freundschaftsspiel                                 | ? (ALG)        | Erstes Länderspiel gegen Algerien               |
| . | 07.03.1986 | Elfenbeinküste | 0:3                 | Afrika-Cup 1986                                    | Kairo (ÄGY)    | Erstes Länderspiel gegen Elfenbeinküste         |
| . | 10.03.1986 | Senegal        | 0:2                 | Afrika-Cup 1986                                    | Kairo (ÄGY)    | Erstes Länderspiel gegen Senegal                |
| . | 13.03.1986 | Ägypten        | 0:2                 | Afrika-Cup 1986                                    | Kairo (ÄGY)    | Erstes Länderspiel gegen Ägypten                |
| . | 29.03.1987 | Simbabwe       | 1:1                 | Afrika-Cup 1988/Qualifikation                      | Maputo (MOS)   |                                                 |
| . | 11.04.1987 | Simbabwe       | 2:3                 | Afrika-Cup 1988/Qualifikation                      | Harare (SIM)   |                                                 |
| . | 27.06.1987 | Uganda         | 1:4                 | Olympische Sommerspiele 1988/Qualifikation         | ? (UGA)        | Erstes Länderspiel gegen Uganda                 |
| . | 12.07.1987 | Uganda         | 1:2                 | Olympische Sommerspiele 1988/Qualifikation         | ? (MOS)        |                                                 |
| . | 10.06.1988 | Malawi         | 1:2                 | Freundschaftsspiel                                 | ? (MOS)        |                                                 |
| . | 14.06.1988 | Malawi         | 1:1                 | Freundschaftsspiel                                 | ? (MOS)        |                                                 |
| . | 26.09.1988 | Malawi         | 1:1                 | Freundschaftsspiel                                 | ? (MWI)        |                                                 |
| . | 28.09.1988 | Malawi         | 0:1                 | Freundschaftsspiel                                 | ? (MWI)        |                                                 |
| . | 14.04.1989 | Angola         | 1:1                 | Freundschaftsspiel                                 | ? (ANG)        |                                                 |
| . | 16.04.1989 | Sambia         | 0:1                 | Afrika-Cup 1990/Qualifikation                      | Maputo (MOS)   |                                                 |
| . | 30.04.1989 | Sambia         | 0:3                 | Afrika-Cup 1990/Qualifikation                      | Lusaka (SAM)   |                                                 |
| . | 07.07.1989 | Gabun          | 0:1                 | Freundschaftsspiel                                 | ? (MWI)        | Erstes Länderspiel gegen Gabun                  |
| . | 09.07.1989 | Malawi         | 1:0                 | Freundschaftsspiel                                 | ? (MWI)        |                                                 |
| . | 11.07.1989 | Malawi         | 2:0                 | Freundschaftsspiel                                 | ? (MWI)        |                                                 |

### 1990 bis 1999
|   | Datum      | Gegner              | Resultat            | Anlass                                       | Austragungsort       | Bemerkungen                                                                             |
| - | ---------- | ------------------- | ------------------- | -------------------------------------------- | -------------------- | --------------------------------------------------------------------------------------- |
| . | 06.03.1990 | Angola              | 2:1                 | Freundschaftsspiel                           | ? (MOS)              |                                                                                         |
| . | 10.03.1990 | Simbabwe            | 3:1                 | Freundschaftsspiel                           | ? (MOS)              |                                                                                         |
| . | 11.03.1990 | Lesotho             | 3:0                 | Freundschaftsspiel                           | ? (MOS)              |                                                                                         |
| . | 12.08.1990 | Swasiland           | 0:0                 | Freundschaftsspiel                           | ? (SWA)              | Erstes Länderspiel gegen Swasiland                                                      |
| . | 13.08.1990 | Simbabwe            | 2:3                 | Freundschaftsspiel                           | ? (SWZ)              |                                                                                         |
| . | 17.08.1990 | Sudan               | 0:1                 | Afrika-Cup 1992/Qualifikation                | Khartum (SUD)        | Erstes Länderspiel gegen Sudan                                                          |
| . | 30.08.1990 | Angola              | 0:2                 | Freundschaftsspiel                           | ? (MOS)              |                                                                                         |
| . | 02.09.1990 | Kenia               | 2:1                 | Afrika-Cup 1992/Qualifikation                | Maputo (MOS)         | Erstes Länderspiel gegen Kenia                                                          |
| . | 09.11.1990 | Angola              | 2:4                 | Freundschaftsspiel                           | ? (ANG)              |                                                                                         |
| . | 10.11.1990 | Volksrepublik Kongo | 0:1                 | Freundschaftsspiel                           | ? (ANG)              | Erstes Länderspiel gegen Republik Kongo                                                 |
| . | 28.04.1991 | Sudan               | 1:0                 | Afrika-Cup 1992/Qualifikation                | Maputo (MOS)         |                                                                                         |
| . | 20.06.1991 | Botswana            | 2:0                 | Freundschaftsspiel                           | ? (MOS)              |                                                                                         |
| . | 22.06.1991 | Swasiland           | 2:1                 | Freundschaftsspiel                           | ? (MOS)              |                                                                                         |
| . | 25.06.1991 | Botswana            | 1:1                 | Freundschaftsspiel                           | ? (MOS)              |                                                                                         |
| . | 14.07.1991 | Kenia               | 0:1                 | Afrika-Cup 1992/Qualifikation                | Nairobi (KEN)        |                                                                                         |
| . | 19.08.1991 | Malawi              | 0:1                 | Freundschaftsspiel                           | ? (MWI)              |                                                                                         |
| . | 20.08.1991 | Malawi              | 0:2                 | Freundschaftsspiel                           | ? (MWI)              |                                                                                         |
| . | 20.06.1992 | Swasiland           | 4:1                 | Freundschaftsspiel                           | ? (MOS)              |                                                                                         |
| . | 16.08.1992 | Zaire               | 0:2                 | Afrika-Cup 1994/Qualifikation                | Kinshasa (ZAI)       |                                                                                         |
| . | 30.08.1992 | Lesotho             | 3:0                 | Afrika-Cup 1994/Qualifikation                | Maputo (MOS)         |                                                                                         |
| . | 11.10.1992 | Gabun               | 1:3                 | Fußball-Weltmeisterschaft 1994/Qualifikation | Libreville (GAB)     |                                                                                         |
| . | 25.10.1992 | Senegal             | 0:1                 | Fußball-Weltmeisterschaft 1994/Qualifikation | Maputo (MOS)         |                                                                                         |
| . | 17.01.1993 | Gabun               | 1:1                 | Fußball-Weltmeisterschaft 1994/Qualifikation | Maputo (MOS)         |                                                                                         |
| . | 30.01.1993 | Senegal             | 1:6                 | Fußball-Weltmeisterschaft 1994/Qualifikation | Dakar (SEN)          |                                                                                         |
| . | 11.04.1993 | Kenia               | 0:0                 | Afrika-Cup 1994/Qualifikation                | Maputo (MOS)         |                                                                                         |
| . | 25.04.1993 | Zaire               | 0:0                 | Afrika-Cup 1994/Qualifikation                | Maputo (MOS)         |                                                                                         |
| . | 11.07.1993 | Lesotho             | 1:1                 | Afrika-Cup 1994/Qualifikation                | Maseru (LES)         |                                                                                         |
| . | 24.07.1993 | Kenia               | 1:4                 | Afrika-Cup 1994/Qualifikation                | Nairobi (KEN)        |                                                                                         |
| . | 20.04.1994 | Swasiland           | 1:0                 | Freundschaftsspiel                           | ? (SWZ)              |                                                                                         |
| . | 04.09.1994 | Mali                | 1:2                 | Afrika-Cup 1996/Qualifikation                | Bamako (MLI)         | Erstes Länderspiel gegen Mali                                                           |
| . | 16.09.1994 | Botswana            | 3:1                 | Afrika-Cup 1996/Qualifikation                | Maputo (MOS)         |                                                                                         |
| . | 13.11.1994 | Guinea              | 2:1                 | Afrika-Cup 1996/Qualifikation                | Maputo (MOS)         | Erstes Länderspiel gegen Guinea                                                         |
| . | 08.01.1995 | Angola              | 0:1                 | Afrika-Cup 1996/Qualifikation                | Luanda (ANG)         |                                                                                         |
| . | 22.01.1995 | Namibia             | 4:2                 | Afrika-Cup 1996/Qualifikation                | Maputo (MOS)         | Erstes Länderspiel gegen Namibia                                                        |
| . | 09.04.1995 | Mali                | 1:0                 | Afrika-Cup 1996/Qualifikation                | Maputo (MOS)         |                                                                                         |
| . | 23.04.1995 | Botswana            | 3:0                 | Afrika-Cup 1996/Qualifikation                | Gaborone (BOT)       |                                                                                         |
| . | 04.06.1995 | Guinea              | 0:0                 | Afrika-Cup 1996/Qualifikation                | Conakry (GUI)        |                                                                                         |
| . | 25.06.1995 | Simbabwe            | 3:1                 | Freundschaftsspiel                           | ? (MOS)              |                                                                                         |
| . | 16.07.1995 | Angola              | 2:1                 | Afrika-Cup 1996/Qualifikation                | Maputo (MOS)         |                                                                                         |
| . | 30.07.1995 | Namibia             | 0:0                 | Afrika-Cup 1996/Qualifikation                | Windhoek (NAM)       |                                                                                         |
| . | 30.09.1995 | Südafrika           | 2:3                 | Freundschaftsspiel                           | ? (SAF)              | Erstes Länderspiel gegen Südafrika                                                      |
| . | 07.01.1996 | Algerien            | 1:0                 | Freundschaftsspiel                           | ? (MOS)              |                                                                                         |
| . | 11.01.1996 | Gabun               | 1:0                 | Freundschaftsspiel                           | ? (MOS)              |                                                                                         |
| . | 16.01.1996 | Tunesien            | 1:1                 | Afrika-Cup 1996                              | Port Elizabeth (SAF) | Erstes Länderspiel gegen Tunesien                                                       |
| . | 21.01.1996 | Elfenbeinküste      | 0:1                 | Afrika-Cup 1996                              | Port Elizabeth (SAF) |                                                                                         |
| . | 25.01.1996 | Ghana               | 0:2                 | Afrika-Cup 1996                              | Bloemfontein (SAF)   | Erstes Länderspiel gegen Ghana                                                          |
| . | 12.05.1996 | Swasiland           | 1:0                 | Freundschaftsspiel                           | ? (SWZ)              |                                                                                         |
| . | 26.05.1996 | Malawi              | 0:1                 | Freundschaftsspiel                           | ? (MWI)              |                                                                                         |
| . | 01.06.1996 | Namibia             | 0:2                 | Fußball-Weltmeisterschaft 1998/Qualifikation | Windhoek (NAM)       |                                                                                         |
| . | 16.06.1996 | Namibia             | 1:1                 | Fußball-Weltmeisterschaft 1998/Qualifikation | Maputo (MOS)         |                                                                                         |
| . | 25.09.1996 | Oman                | 0:5                 | Freundschaftsspiel                           | ? (OMA)              | Erstes Länderspiel gegen eine asiatische Mannschaft, Erstes Länderspiel gegen Oman      |
| . | 06.10.1996 | Sambia              | 0:1                 | Afrika-Cup 1998/Qualifikation                | Lusaka (SAM)         |                                                                                         |
| . | 19.01.1997 | Simbabwe            | 1:3                 | Freundschaftsspiel                           | ? (MOS)              |                                                                                         |
| . | 26.01.1997 | Mauritius           | 3:0                 | Afrika-Cup 1998/Qualifikation                | Maputo (MOS)         |                                                                                         |
| . | 22.02.1997 | Malawi              | 0:2                 | Afrika-Cup 1998/Qualifikation                | Blantyre (MWI)       |                                                                                         |
| . | 02.03.1997 | Swasiland           | 4:0                 | COSAFA Cup 1997-Vorrunde                     | Lobamba (SWZ)        |                                                                                         |
| . | 31.03.1997 | Angola              | 1:2                 | Freundschaftsspiel                           | ? (MOS)              |                                                                                         |
| . | 12.04.1997 | Malawi              | 2:2                 | COSAFA Cup 1997-Vorrunde                     | Lilongwe (MWI)       |                                                                                         |
| . | 15.06.1997 | Tansania            | 3:0                 | COSAFA Cup 1997-Vorrunde                     | Maputo (MOS)         |                                                                                         |
| . | 22.06.1997 | Sambia              | 2:2                 | Afrika-Cup 1998/Qualifikation                | Maputo (MOS)         |                                                                                         |
| . | 13.07.1997 | Mauritius           | 3:1                 | Afrika-Cup 1998/Qualifikation                | Port Louis (MRI)     |                                                                                         |
| . | 20.06.1997 | Namibia             | 1:1                 | COSAFA Cup 1997-Vorrunde                     | Maputo (MOS)         |                                                                                         |
| . | 27.07.1997 | Malawi              | 2:1                 | Afrika-Cup 1998/Qualifikation                | Maputo (MOS)         |                                                                                         |
| . | 02.08.1997 | Sambia              | 1:2                 | COSAFA Cup 1997-Vorrunde                     | Lusaka (SAM)         |                                                                                         |
| . | 12.12.1997 | Swasiland           | 1:1                 | Freundschaftsspiel                           | ? (SWZ)              |                                                                                         |
| . | 21.12.1997 | Lesotho             | 1:1                 | Freundschaftsspiel                           | ? (MOS)              |                                                                                         |
| . | 04.01.1998 | Burkina Faso        | 0:1                 | Freundschaftsspiel                           | ? (BFA)              | Erstes Länderspiel gegen Burkina Faso                                                   |
| . | 07.01.1998 | Burkina Faso        | 2:4                 | Freundschaftsspiel                           | ? (BFA)              |                                                                                         |
| . | 11.01.1998 | Togo                | 2:4                 | Freundschaftsspiel                           | ? (TOG)              | Erstes Länderspiel gegen Togo                                                           |
| . | 14.01.1998 | Ghana               | 0:0                 | Freundschaftsspiel                           | ? (GHA)              |                                                                                         |
| . | 20.01.1998 | Ghana               | 1:3                 | Freundschaftsspiel                           | ? (GHA)              |                                                                                         |
| . | 25.01.1998 | Botswana            | 2:1                 | COSAFA Cup 1998-Vorrunde                     | Gaborone (BOT)       |                                                                                         |
| . | 29.01.1998 | Elfenbeinküste      | 1:4                 | Freundschaftsspiel                           | ? (ELF)              |                                                                                         |
| . | 10.02.1998 | Ägypten             | 0:2                 | Afrika-Cup 1998                              | Bobo-Dioulasso (BFA) | Erstes Länderspiel gegen Ägypten                                                        |
| . | 13.02.1998 | Marokko             | 0:3                 | Afrika-Cup 1998                              | Bobo-Dioulasso (BFA) | Erstes Länderspiel gegen Marokko                                                        |
| . | 17.02.1998 | Sambia              | 1:3                 | Afrika-Cup 1998                              | Bobo-Dioulasso (BFA) |                                                                                         |
| . | 16.05.1998 | Sambia              | 0:1                 | COSAFA Cup 1998-Vorrunde                     | Lusaka (SAM)         |                                                                                         |
| . | 24.05.1998 | Simbabwe            | 0:2                 | COSAFA Cup 1998-Vorrunde                     | Maputo (MOS)         |                                                                                         |
| . | 06.07.1998 | Malawi              | 1:2                 | Freundschaftsspiel                           | ? (MWI)              |                                                                                         |
| . | 08.07.1998 | Malawi              | 2:2                 | Freundschaftsspiel                           | ? (MWI)              |                                                                                         |
| . | 11.07.1998 | Malawi              | 0:0                 | Freundschaftsspiel                           | ? (MWI)              |                                                                                         |
| . | 19.07.1998 | Angola              | 1:1                 | COSAFA Cup 1998-Vorrunde                     | Maputo (MOS)         |                                                                                         |
| . | 02.08.1998 | Botswana            | 0:0                 | Afrika-Cup 2000/Qualifikation                | Gaborone (BOT)       |                                                                                         |
| . | 15.08.1998 | Botswana            | 2:1                 | Afrika-Cup 2000/Qualifikation                | Maputo (MOS)         |                                                                                         |
| . | 19.08.1998 | Portugal            | 1:2                 | Freundschaftsspiel                           | Ponta Delgada (POR)  | Erstes Länderspiel gegen eine europäische Mannschaft, Erstes Länderspiel gegen Portugal |
| . | 12.09.1998 | Namibia             | 1:2                 | COSAFA Cup 1998-Vorrunde                     | Windhoek (NAM)       |                                                                                         |
| . | 04.10.1998 | Eritrea             | 3:1                 | Afrika-Cup 2000/Qualifikation                | Maputo (MOS)         |                                                                                         |
| . | 24.01.1999 | Ghana               | 0:1                 | Afrika-Cup 2000/Qualifikation                | Accra (GHA)          |                                                                                         |
| . | 28.02.1999 | Kamerun             | 0:1                 | Afrika-Cup 2000/Qualifikation                | Yaoundé (KMR)        |                                                                                         |
| . | 11.04.1999 | Kamerun             | 1:6                 | Afrika-Cup 2000/Qualifikation                | Maputo (MOS)         |                                                                                         |
| . | 09.05.1999 | Swasiland           | 1:3                 | COSAFA Cup 1999-Vorrunde                     | Lobamba (SWZ)        |                                                                                         |
| . | 30.05.1999 | Botswana            | 2:0                 | COSAFA Cup 1999-Vorrunde                     | Gaborone (BOT)       |                                                                                         |
| . | 19.06.1999 | Eritrea             | 0:1                 | Afrika-Cup 2000/Qualifikation                | Asmara (ERI)         | Erstes Länderspiel gegen Eritrea                                                        |
| . | 07.08.1999 | Sambia              | 1:1 n. V. 3:4 i. E. | COSAFA Cup 1999-Viertelfinale                | Lusaka (SAM)         |                                                                                         |
| . | 17.08.1999 | Nigeria             | 0:1                 | Freundschaftsspiel                           | ? (MOS)              | Erstes Länderspiel gegen Nigeria                                                        |

### 2000 bis 2009
|   | Datum      | Gegner                       | Resultat            | Anlass                                                | Austragungsort       | Bemerkungen                                           |
| - | ---------- | ---------------------------- | ------------------- | ----------------------------------------------------- | -------------------- | ----------------------------------------------------- |
| . | 09.04.2000 | Sudan                        | 0:1                 | Fußball-Weltmeisterschaft 2002/Qualifikation          | Omdurman (SUD)       |                                                       |
| . | 15.04.2000 | Malawi                       | 1:2                 | COSAFA Cup 2000                                       | Blantyre (MWI)       |                                                       |
| . | 23.04.2000 | Sudan                        | 2:1                 | Fußball-Weltmeisterschaft 2002/Qualifikation          | Maputo (MOS)         |                                                       |
| . | 01.06.2000 | Botswana                     | 0:2                 | Freundschaftsspiel                                    | ? (SWZ)              |                                                       |
| . | 02.06.2000 | Lesotho                      | 0:0                 | Freundschaftsspiel                                    | ? (SWZ)              |                                                       |
| . | 04.06.2000 | Swasiland                    | 1:1                 | Freundschaftsspiel                                    | ? (SWZ)              |                                                       |
| . | 02.07.2000 | Lesotho                      | 0:1                 | Afrika-Cup 2002/Qualifikation                         | Maseru (LES)         |                                                       |
| . | 16.07.2000 | Lesotho                      | 1:0 n. V. 2:3 i. E. | Afrika-Cup 2002/Qualifikation                         | Maputo (MOS)         |                                                       |
| . | 10.03.2001 | Lesotho                      | 0:0 n. V. 4:2 i. E. | Freundschaftsspiel                                    | ? (BOT)              |                                                       |
| . | 11.03.2001 | Botswana                     | 3:1                 | Freundschaftsspiel                                    | ? (BOT)              |                                                       |
| . | 22.04.2001 | Lesotho                      | 1:0                 | Freundschaftsspiel                                    | ? (MOS)              |                                                       |
| . | 29.04.2001 | Südafrika                    | 0:3                 | COSAFA Cup 2001                                       | Maputo (MOS)         |                                                       |
| . | 30.03.2002 | Swasiland                    | 2:1                 | Freundschaftsspiel                                    | ? (SWZ)              |                                                       |
| . | 31.03.2002 | Swasiland                    | 1:1                 | Freundschaftsspiel                                    | ? (SWZ)              |                                                       |
| . | 07.04.2002 | Lesotho                      | 2:0                 | COSAFA Cup 2002                                       | ? (SWZ)              |                                                       |
| . | 25.06.2002 | Angola                       | 1:1                 | Freundschaftsspiel                                    | ? (MOS)              |                                                       |
| . | 06.07.2002 | Sambia                       | 0:3                 | COSAFA Cup 2002-Viertelfinale                         | Lusaka (SAM)         |                                                       |
| . | 09.09.2002 | Zentralafrikanische Republik | 1:1                 | Afrika-Cup 2004/Qualifikation                         | Bangui (ZTA)         | Erstes Länderspiel gegen Zentralafrikanische Republik |
| . | 13.10.2002 | Republik Kongo               | 0:3                 | Afrika-Cup 2004/Qualifikation                         | Maputo (MOS)         |                                                       |
| . | 22.03.2003 | Lesotho                      | 0:0 n. V. 5:4 i. E. | COSAFA Cup 2003                                       | Maputo (MOS)         |                                                       |
| . | 30.03.2003 | Burkina Faso                 | 1:0                 | Afrika-Cup 2004/Qualifikation                         | Maputo (MOS)         |                                                       |
| . | 07.06.2003 | Burkina Faso                 | 0:4                 | Afrika-Cup 2004/Qualifikation                         | Ouagadougou (BFA)    |                                                       |
| . | 22.06.2003 | Zentralafrikanische Republik | 1:0                 | Afrika-Cup 2004/Qualifikation                         | Maputo (MOS)         |                                                       |
| . | 06.07.2003 | Republik Kongo               | 0:0                 | Afrika-Cup 2004/Qualifikation                         | Brazzaville (KGO)    |                                                       |
| . | 27.07.2003 | Sambia                       | 2:4                 | COSAFA Cup 2003-Viertelfinale                         | Lusaka (SAM)         |                                                       |
| . | 12.10.2003 | Guinea                       | 0:1                 | Fußball-Weltmeisterschaft 2006/Qualifikation          | Conakry (GUI)        |                                                       |
| . | 09.11.2003 | Swasiland                    | 2:0                 | Freundschaftsspiel                                    | ? (MOS)              |                                                       |
| . | 16.11.2003 | Guinea                       | 3:4                 | Fußball-Weltmeisterschaft 2006/Qualifikation          | Maputo (MOS)         |                                                       |
| . | 11.04.2004 | Swasiland                    | 2:0                 | Freundschaftsspiel                                    | ? (MOS)              |                                                       |
| . | 18.04.2004 | Madagaskar                   | 2:0                 | COSAFA Cup 2004                                       | Maputo (SAM)         | Erstes Länderspiel gegen Madagaskar                   |
| . | 26.05.2004 | Botswana                     | 0:0                 | Freundschaftsspiel                                    | ? (MOS)              |                                                       |
| . | 30.05.2004 | Swasiland                    | 1:1                 | Freundschaftsspiel                                    | ? (MOS)              |                                                       |
| . | 13.06.2004 | Malawi                       | 2:0                 | COSAFA Cup 2004-Viertelfinale                         | Maputo (SAM)         |                                                       |
| . | 25.06.2004 | Ghana                        | 0:1                 | Freundschaftsspiel                                    | ? (MOS)              |                                                       |
| . | 13.06.2004 | Angola                       | 0:1                 | COSAFA Cup 2004-Halbfinale                            | Maputo (SAM)         |                                                       |
| . | 16.04.2005 | Simbabwe                     | 0:3                 | COSAFA Cup 2005                                       | Windhoek (NAM)       |                                                       |
| . | 26.06.2005 | Lesotho                      | 1:0                 | Freundschaftsspiel                                    | ? (MOS)              |                                                       |
| . | 28.08.2005 | Simbabwe                     | 0:0                 | Freundschaftsspiel                                    | ? (SIM)              |                                                       |
| . | 29.04.2006 | Lesotho                      | 0:0 n. V. 4:5 i. E. | COSAFA Cup 2006                                       | Maseru (LES)         |                                                       |
| . | 30.04.2006 | Mauritius                    | 0:0 n. V. 4:5 i. E. | COSAFA Cup 2006                                       | Maseru (LES)         |                                                       |
| . | 24.06.2006 | Swasiland                    | 4:0                 | Freundschaftsspiel                                    | ? (MOS)              |                                                       |
| . | 25.06.2006 | Malawi                       | 1:2                 | Freundschaftsspiel                                    | ? (MOS)              |                                                       |
| . | 02.09.2006 | Senegal                      | 0:2                 | Afrika-Cup 2008/Qualifikation                         | Dakar (SEN)          |                                                       |
| . | 08.10.2006 | Tansania                     | 0:0                 | Afrika-Cup 2008/Qualifikation                         | Maputo (MOS)         |                                                       |
| . | 24.03.2007 | Burkina Faso                 | 1:1                 | Afrika-Cup 2008/Qualifikation                         | Ouagadougou (BFA)    |                                                       |
| . | 28.04.2007 | Seychellen                   | 2:0                 | COSAFA Cup 2007                                       | Maputo (MOS)         | Erstes Länderspiel gegen die Seychellen               |
| . | 29.04.2007 | Simbabwe                     | 0:0 n. V. 5:4 i. E. | COSAFA Cup 2007                                       | Maputo (MOS)         |                                                       |
| . | 03.06.2007 | Burkina Faso                 | 3:1                 | Afrika-Cup 2008/Qualifikation                         | Maputo (MOS)         |                                                       |
| . | 17.06.2007 | Senegal                      | 0:0                 | Afrika-Cup 2008/Qualifikation                         | Maputo (MOS)         |                                                       |
| . | 20.08.2007 | Simbabwe                     | 0:0 n. V. 3:1 i. E. | Freundschaftsspiel                                    | ? (MOS)              |                                                       |
| . | 08.09.2007 | Tansania                     | 1:0                 | Afrika-Cup 2008/Qualifikation                         | Daressalaam (TAN)    |                                                       |
| . | 29.09.2007 | Sambia                       | 0:3                 | COSAFA Cup 2007-Halbfinale                            | Atteridgeville (SAF) |                                                       |
| . | 13.01.2008 | Südafrika                    | 0:2                 | Freundschaftsspiel                                    | Durban (SAF)         |                                                       |
| . | 30.03.2008 | Malawi                       | 1:2                 | Afrikanische Nationenmeisterschaft 2009/Qualifikation | ? (MWI)              |                                                       |
| . | 13.04.2008 | Malawi                       | 1:0                 | Afrikanische Nationenmeisterschaft 2009/Qualifikation | ? (MOS)              |                                                       |
| . | 03.05.2008 | Angola                       | 1:1                 | Afrikanische Nationenmeisterschaft 2009/Qualifikation | ? (MOS)              |                                                       |
| . | 18.05.2008 | Angola                       | 0:1                 | Afrikanische Nationenmeisterschaft 2009/Qualifikation | ? (ANG)              |                                                       |
| . | 21.05.2008 | Lesotho                      | 2:3                 | Freundschaftsspiel                                    | ? (MOS)              |                                                       |
| . | 01.06.2008 | Elfenbeinküste               | 0:1                 | Fußball-Weltmeisterschaft 2010/Qualifikation          | Abidjan (ELF)        |                                                       |
| . | 08.06.2008 | Botswana                     | 1:2                 | Fußball-Weltmeisterschaft 2010/Qualifikation          | Maputo (MOS)         |                                                       |
| . | 15.06.2008 | Madagaskar                   | 1:1                 | Fußball-Weltmeisterschaft 2010/Qualifikation          | Antananarivo (MAD)   |                                                       |
| . | 22.06.2008 | Madagaskar                   | 3:0                 | Fußball-Weltmeisterschaft 2010/Qualifikation          | Maputo (MOS)         |                                                       |
| . | 27.07.2008 | Botswana                     | 2:0                 | COSAFA Cup 2008-Viertelfinale                         | Secunda (SAF)        |                                                       |
| . | 30.07.2008 | Madagaskar                   | 2:1                 | COSAFA Cup 2008-Halbfinale                            | Bushbuckridge (SAF)  |                                                       |
| . | 03.08.2008 | Südafrika XI                 | 1:2                 | COSAFA Cup 2008-Finale                                | Bushbuckridge (SAF)  | Inoffizielles Länderspiel                             |
| . | 20.08.2008 | Swasiland                    | 3:0                 | Freundschaftsspiel                                    | ? (MOS)              |                                                       |
| . | 07.09.2008 | Elfenbeinküste               | 1:1                 | Fußball-Weltmeisterschaft 2010/Qualifikation          | Maputo (MOS)         |                                                       |
| . | 11.10.2008 | Botswana                     | 1:0                 | Fußball-Weltmeisterschaft 2010/Qualifikation          | Gaborone (BOT)       |                                                       |
| . | 19.11.2008 | Tansania                     | 0:1                 | Freundschaftsspiel                                    | ? (TAN)              |                                                       |
| . | 11.02.2009 | Malawi                       | 2:0                 | Freundschaftsspiel                                    | ? (MOS)              |                                                       |
| . | 29.03.2009 | Nigeria                      | 0:0                 | Fußball-Weltmeisterschaft 2010/Qualifikation          | Maputo (MOS)         |                                                       |
| . | 06.06.2009 | Tunesien                     | 0:2                 | Fußball-Weltmeisterschaft 2010/Qualifikation          | Radès (TUN)          |                                                       |
| . | 20.06.2009 | Kenia                        | 1:2                 | Fußball-Weltmeisterschaft 2010/Qualifikation          | Nairobi (KEN)        |                                                       |
| . | 12.08.2009 | Swasiland                    | 1:0                 | Freundschaftsspiel                                    | ? (MOS)              |                                                       |
| . | 06.09.2009 | Kenia                        | 1:0                 | Fußball-Weltmeisterschaft 2010/Qualifikation          | Maputo (MOS)         |                                                       |
| . | 11.10.2009 | Nigeria                      | 0:1                 | Fußball-Weltmeisterschaft 2010/Qualifikation          | Abuja (NGA)          |                                                       |
| . | 25.10.2009 | Malawi                       | 1:0                 | COSAFA Cup 2009-Viertelfinale                         | Harare (SIM)         |                                                       |
| . | 29.10.2009 | Sambia                       | 0:2                 | COSAFA Cup 2009-Halbfinale                            | Bulawayo (SIM)       |                                                       |
| . | 14.11.2009 | Tunesien                     | 1:0                 | Fußball-Weltmeisterschaft 2010/Qualifikation          | Maputo (MOS)         |                                                       |
| . | 19.12.2009 | Malawi                       | 0:1                 | Freundschaftsspiel                                    | ? (MOS)              |                                                       |
| . | 28.12.2009 | Sambia                       | 0:1                 | Freundschaftsspiel                                    | ? (SAM)              |                                                       |

### 2010 bis 2019
|   | Datum      | Gegner                       | Resultat            | Anlass                                                | Austragungsort          | Bemerkungen                                      |
| - | ---------- | ---------------------------- | ------------------- | ----------------------------------------------------- | ----------------------- | ------------------------------------------------ |
| . | 06.01.2010 | Gabun                        | 0:2                 | Freundschaftsspiel                                    | ?                       |                                                  |
| . | 12.01.2010 | Benin                        | 2:2                 | Afrika-Cup 2010                                       | Benguela (ANG)          | Erstes Länderspiel gegen Benin                   |
| . | 16.01.2010 | Ägypten                      | 0:2                 | Afrika-Cup 2010                                       | Benguela (ANG)          |                                                  |
| . | 20.01.2010 | Nigeria                      | 0:3                 | Afrika-Cup 2010                                       | Lubango (ANG)           |                                                  |
| . | 03.03.2010 | Botswana                     | 0:1                 | Freundschaftsspiel                                    | ? (MOS)                 |                                                  |
| . | 13.03.2010 | Malawi                       | 0:3                 | Afrikanische Nationenmeisterschaft 2011/Qualifikation | ? (MWI)                 |                                                  |
| . | 08.06.2010 | Portugal                     | 0:3                 | Freundschaftsspiel                                    | Johannesburg (SÄF)      |                                                  |
| . | 27.06.2010 | Malawi                       | 1:0                 | Afrikanische Nationenmeisterschaft 2011/Qualifikation | ? (MOS)                 |                                                  |
| . | 11.08.2010 | Swasiland                    | 2:1                 | Freundschaftsspiel                                    | ? (MOS)                 |                                                  |
| . | 05.09.2010 | Libyen                       | 0:0                 | Afrika-Cup 2012/Qualifikation                         | Maputo (MOS)            |                                                  |
| . | 09.10.2010 | Komoren                      | 1:0                 | Afrika-Cup 2012/Qualifikation                         | Mitsamiouli (KOM)       | Erstes Länderspiel gegen die Komoren             |
| . | 17.11.2010 | Simbabwe                     | 1:3                 | Freundschaftsspiel                                    | ? (MOS)                 |                                                  |
| . | 09.02.2011 | Botswana                     | 1:1                 | Freundschaftsspiel                                    | ? (MOS)                 |                                                  |
| . | 28.03.2011 | Sambia                       | 0:2                 | Afrika-Cup 2012/Qualifikation                         | Maputo (MOS)            |                                                  |
| . | 23.04.2011 | Tansania                     | 2:0                 | Freundschaftsspiel                                    | ? (MOS)                 |                                                  |
| . | 04.06.2011 | Sambia                       | 0:3                 | Afrika-Cup 2012/Qualifikation                         | Lusaka (SAM)            |                                                  |
| . | 03.09.2011 | Libyen                       | 0:1                 | Afrika-Cup 2012/Qualifikation                         | Kairo (ÄGY)             |                                                  |
| . | 08.10.2011 | Komoren                      | 3:0                 | Afrika-Cup 2012/Qualifikation                         | Maputo (MOS)            |                                                  |
| . | 11.11.2011 | Komoren                      | 1:0                 | Fußball-Weltmeisterschaft 2014/Qualifikation          | Mitsamiouli (KOM)       |                                                  |
| . | 15.11.2011 | Komoren                      | 4:1                 | Fußball-Weltmeisterschaft 2014/Qualifikation          | Maputo (MOS)            |                                                  |
| . | 22.02.2012 | Namibia                      | 0:3                 | Freundschaftsspiel                                    | ? (NAM)                 |                                                  |
| . | 29.02.2012 | Tansania                     | 1:1                 | Afrika-Cup 2013/Qualifikation                         | Daressalaam (TAN)       |                                                  |
| . | 02.05.2012 | Iran                         | 0:3                 | Freundschaftsspiel                                    | Karadsch (IRN)          | Erstes Länderspiel gegen den Iran                |
| . | 26.05.2012 | Namibia                      | 0:0                 | Freundschaftsspiel                                    | ? (NAM)                 |                                                  |
| . | 01.06.2012 | Ägypten                      | 0:2                 | Fußball-Weltmeisterschaft 2014/Qualifikation          | Alexandria (ÄGY)        |                                                  |
| . | 10.06.2012 | Simbabwe                     | 0:0                 | Fußball-Weltmeisterschaft 2014/Qualifikation          | Maputo (MOS)            |                                                  |
| . | 17.06.2012 | Tansania                     | 1:1 n. V. 7:6 i. E. | Afrika-Cup 2013/Qualifikation                         | Maputo (MOS)            |                                                  |
| . | 23.06.2012 | Vietnam                      | 0:1                 | Freundschaftsspiel                                    | Ho-Chi-Minh-Stadt (VIE) | Erstes Länderspiel gegen Vietnam                 |
| . | 15.08.2012 | Angola                       | 0:2                 | Freundschaftsspiel                                    | ? (ANG)                 |                                                  |
| . | 09.09.2012 | Marokko                      | 2:0                 | Afrika-Cup 2013/Qualifikation                         | Maputo (MOS)            |                                                  |
| . | 11.09.2012 | Südafrika                    | 0:2                 | Freundschaftsspiel                                    | Nelspruit (SAF)         |                                                  |
| . | 13.10.2012 | Marokko                      | 0:4                 | Afrika-Cup 2013/Qualifikation                         | Marrakesch (MAR)        |                                                  |
| . | 14.11.2012 | Lesotho                      | :                   | Freundschaftsspiel                                    | ? (LES)                 | Abgebrochenes Spiel                              |
| . | 02.12.2012 | Seychellen                   | 4:0                 | Afrikanische Nationenmeisterschaft 2014/Qualifikation | ? (MOS)                 |                                                  |
| . | 15.12.2012 | Seychellen                   | 2:1                 | Afrikanische Nationenmeisterschaft 2014/Qualifikation | Victoria (SEY)          |                                                  |
| . | 24.03.2013 | Guinea                       | 0:0                 | Fußball-Weltmeisterschaft 2014/Qualifikation          | Maputo (MOS)            |                                                  |
| . | 09.06.2013 | Guinea                       | 1:6                 | Fußball-Weltmeisterschaft 2014/Qualifikation          | Conakry (GUI)           |                                                  |
| . | 16.06.2013 | Ägypten                      | 0:1                 | Fußball-Weltmeisterschaft 2014/Qualifikation          | Maputo (MOS)            |                                                  |
| . | 06.07.2013 | Malawi                       | 1:0                 | Freundschaftsspiel                                    | ? (MWI)                 |                                                  |
| . | 14.07.2013 | Sambia                       | 1:3                 | COSAFA Cup 2013-Viertelfinale                         | Kitwe (SAM)             |                                                  |
| . | 16.07.2013 | Namibia                      | 1:0                 | COSAFA Cup 2013                                       | Kitwe (SAM)             |                                                  |
| . | 18.07.2013 | Angola                       | 1:0                 | COSAFA Cup 2013                                       | Kitwe (SAM)             |                                                  |
| . | 28.07.2013 | Namibia                      | 3:0                 | Afrikanische Nationenmeisterschaft 2014/Qualifikation | ? (MOS)                 |                                                  |
| . | 03.08.2013 | Namibia                      | 0:3 n. V. 5:4 i. E. | Afrikanische Nationenmeisterschaft 2014/Qualifikation | ? (SEY)                 |                                                  |
| . | 25.08.2013 | Angola                       | 0:0                 | Afrikanische Nationenmeisterschaft 2014/Qualifikation | ? (MOS)                 |                                                  |
| . | 31.08.2013 | Angola                       | 1:1                 | Afrikanische Nationenmeisterschaft 2014/Qualifikation | ? (ANG)                 |                                                  |
| . | 08.09.2013 | Simbabwe                     | 1:1                 | Fußball-Weltmeisterschaft 2014/Qualifikation          | Harare (SIM)            |                                                  |
| . | 19.11.2013 | Namibia                      | 0:0                 | Freundschaftsspiel                                    | ? (NAM)                 |                                                  |
| . | 08.12.2013 | Simbabwe                     | 1:2                 | Freundschaftsspiel                                    | ? (SIM)                 |                                                  |
| . | 05.01.2014 | Mauretanien                  | 2:3                 | Freundschaftsspiel                                    | ? (MOS)                 | Erstes Länderspiel gegen Mauretanien             |
| . | 11.01.2014 | Südafrika                    | 1:3                 | Afrikanische Nationenmeisterschaft 2014               | Cape Town (SAF)         |                                                  |
| . | 15.01.2014 | Nigeria                      | 2:4                 | Afrikanische Nationenmeisterschaft 2014               | Cape Town (SAF)         |                                                  |
| . | 19.01.2014 | Mali                         | 1:2                 | Afrikanische Nationenmeisterschaft 2014               | Cape Town (SAF)         |                                                  |
| . | 05.03.2014 | Angola                       | 1:1                 | Freundschaftsspiel                                    | ? (MOS)                 |                                                  |
| . | 02.05.2014 | Iran                         | :                   | Freundschaftsspiel                                    | Johannesburg (SAF)      | Abgebrochenes Spiel                              |
| . | 23.05.2014 | Marokko                      | 0:4                 | Freundschaftsspiel                                    | ? (MAR)                 |                                                  |
| . | 06.07.2014 | Malawi                       | 1:1                 | Freundschaftsspiel                                    | ? (MWI)                 |                                                  |
| . | 18.05.2014 | Südsudan                     | 5:0                 | Afrika-Cup 2015/Qualifikation                         | Maputo (MOS)            | Erstes Länderspiel gegen Südsudan, Höchster Sieg |
| . | 30.05.2014 | Südsudan                     | 0:0                 | Afrika-Cup 2015/Qualifikation                         | Khartum (SUD)           |                                                  |
| . | 20.07.2014 | Tansania                     | 2:2                 | Afrika-Cup 2015/Qualifikation                         | Daressalaam (TAN)       |                                                  |
| . | 03.08.2014 | Tansania                     | 2:1                 | Afrika-Cup 2015/Qualifikation                         | Maputo (MOS)            |                                                  |
| . | 06.09.2014 | Sambia                       | 0:0                 | Afrika-Cup 2015/Qualifikation                         | Ndola (SAM)             |                                                  |
| . | 10.09.2014 | Nigeria                      | 1:1                 | Afrika-Cup 2015/Qualifikation                         | Maputo (MOS)            | Erstes Länderspiel gegen Niger                   |
| . | 11.10.2014 | Kap Verde                    | 2:0                 | Afrika-Cup 2015/Qualifikation                         | Matola (MOS)            | Erstes Länderspiel gegen Kap Verde               |
| . | 15.10.2014 | Kap Verde                    | 0:1                 | Afrika-Cup 2015/Qualifikation                         | Praia (KPV)             |                                                  |
| . | 15.11.2014 | Sambia                       | 0:1                 | Afrika-Cup 2015/Qualifikation                         | Maputo (MOS)            |                                                  |
| . | 19.11.2014 | Nigeria                      | 1:1                 | Afrika-Cup 2015/Qualifikation                         | Niamey (NGR)            |                                                  |
| . | 29.03.2015 | Botswana                     | 2:1                 | Freundschaftsspiel                                    | ? (BOT)                 |                                                  |
| . | 25.05.2015 | Malawi                       | 2:2 n. V. 5:4 i. E. | COSAFA Cup 2015-Viertelfinale                         | Phokeng (SAF)           |                                                  |
| . | 28.05.2015 | Botswana                     | 2:1                 | COSAFA Cup 2015-Halbfinale                            | Moruleng (SAF)          |                                                  |
| . | 30.05.2015 | Namibia                      | 0:2                 | COSAFA Cup 2015-Finale                                | Moruleng (SAF)          |                                                  |
| . | 14.06.2015 | Ruanda                       | 0:1                 | Afrika-Cup 2017/Qualifikation                         | Maputo (MOS)            | Erstes Länderspiel gegen Ruanda                  |
| . | 20.06.2015 | Seychellen                   | 5:1                 | Afrikanische Nationenmeisterschaft 2016/Qualifikation | Beira (MOS)             |                                                  |
| . | 04.07.2015 | Seychellen                   | 4:0                 | Afrikanische Nationenmeisterschaft 2016/Qualifikation | Victoria (SEY)          |                                                  |
| . | 06.09.2015 | Mauritius                    | 0:1                 | Afrika-Cup 2017/Qualifikation                         | Curepipe (MRI)          |                                                  |
| . | 17.10.2015 | Sambia                       | 0:3                 | Afrikanische Nationenmeisterschaft 2016/Qualifikation | Ndola (SAM)             |                                                  |
| . | 25.10.2015 | Sambia                       | 1:1                 | Afrikanische Nationenmeisterschaft 2016/Qualifikation | Matola (MOS)            |                                                  |
| . | 11.11.2015 | Gabun                        | 1:0                 | Fußball-Weltmeisterschaft 2018/Qualifikation          | Maputo (MOS)            |                                                  |
| . | 14.11.2015 | Gabun                        | 0:1 n. V. 3:4 i. E. | Fußball-Weltmeisterschaft 2018/Qualifikation          | Libreville (GAB)        |                                                  |
| . | 24.03.2016 | Ghana                        | 1:3                 | Afrika-Cup 2017/Qualifikation                         | Accra (GHA)             |                                                  |
| . | 27.03.2016 | Ghana                        | 0:0                 | Afrika-Cup 2017/Qualifikation                         | Maputo (MOS)            |                                                  |
| . | 04.06.2016 | Ruanda                       | 3:2                 | Afrika-Cup 2017/Qualifikation                         | Kigali (RUA)            |                                                  |
| . | 19.06.2016 | Demokratische Republik Kongo | 0:1                 | COSAFA Cup 2016-Viertelfinale                         | Windhoek (NAM)          |                                                  |
| . | 21.06.2016 | Namibia                      | 0:3                 | COSAFA Cup 2016                                       | Windhoek (NAM)          |                                                  |
| . | 03.09.2016 | Mauritius                    | 1:0                 | Afrika-Cup 2017/Qualifikation                         | Maputo (MOS)            |                                                  |
| . | 09.10.2016 | Togo                         | 0:2                 | Freundschaftsspiel                                    | ? (TOG)                 |                                                  |
| . | 12.11.2016 | Kenia                        | 0:1                 | Freundschaftsspiel                                    | ? (KEN)                 |                                                  |
| . | 15.11.2016 | Kenia                        | 1:1                 | Freundschaftsspiel                                    | ? (MOS)                 |                                                  |
| . | 25.03.2017 | Angola                       | 2:0                 | Freundschaftsspiel                                    | ? (MOS)                 |                                                  |
| . | 28.03.2017 | Lesotho                      | 1:0                 | Freundschaftsspiel                                    | ? (MOS)                 |                                                  |
| . | 10.06.2017 | Sambia                       | 1:0                 | Afrika-Cup 2019/Qualifikation                         | Ndola (SAM)             |                                                  |
| . | 26.06.2017 | Simbabwe                     | 0:4                 | COSAFA Cup 2017                                       | Moruleng (SAF)          |                                                  |
| . | 28.06.2017 | Seychellen                   | 2:1                 | COSAFA Cup 2017                                       | Phokeng (SAF)           |                                                  |
| . | 30.06.2017 | Madagaskar                   | 1:4                 | COSAFA Cup 2017                                       | Moruleng (SAF)          |                                                  |
| . | 16.07.2017 | Madagaskar                   | 2:2                 | Afrikanische Nationenmeisterschaft 2018/Qualifikation | Antananarivo (MAD)      |                                                  |
| . | 23.07.2017 | Madagaskar                   | 0:2                 | Afrikanische Nationenmeisterschaft 2018/Qualifikation | Maputo (MOS)            |                                                  |
| . | 02.09.2017 | Kenia                        | 1:1                 | Freundschaftsspiel                                    | ? (MOS)                 |                                                  |
| . | 27.05.2018 | Madagaskar                   | 1:2                 | COSAFA Cup 2018                                       | Polokwane (SAF)         |                                                  |
| . | 29.05.2018 | Komoren                      | 3:0                 | COSAFA Cup 2018                                       | Polokwane (SAF)         |                                                  |
| . | 31.05.2018 | Seychellen                   | 2:1                 | COSAFA Cup 2018                                       | Polokwane (SAF)         |                                                  |
| . | 08.09.2018 | Guinea-Bissau                | 2:2                 | Afrika-Cup 2019/Qualifikation                         | Maputo (MOS)            | Erstes Länderspiel gegen Guinea-Bissau           |
| . | 13.10.2018 | Namibia                      | 1:2                 | Afrika-Cup 2019/Qualifikation                         | Maputo (MOS)            |                                                  |
| . | 16.10.2018 | Namibia                      | 0:1                 | Afrika-Cup 2019/Qualifikation                         | Windhoek (NAM)          |                                                  |
| . | 18.11.2018 | Sambia                       | 1:0                 | Afrika-Cup 2019/Qualifikation                         | Maputo (MOS)            |                                                  |
| . | 23.03.2019 | Guinea-Bissau                | 2:2                 | Afrika-Cup 2019/Qualifikation                         | Bissau (GNB)            |                                                  |
| . | 26.05.2019 | Namibia                      | 1:2                 | COSAFA Cup 2019                                       | Umlazi (SAF)            |                                                  |
| . | 28.05.2019 | Seychellen                   | 0:0                 | COSAFA Cup 2019                                       | Umlazi (SAF)            |                                                  |
| . | 30.05.2019 | Malawi                       | 1:1                 | COSAFA Cup 2019                                       | Umlazi (SAF)            |                                                  |
| . | 28.07.2019 | Madagaskar                   | 0:1                 | Afrikanische Nationenmeisterschaft 2020/Qualifikation | Antananarivo (MAD)      |                                                  |
| . | 04.08.2019 | Madagaskar                   | 3:2                 | Afrikanische Nationenmeisterschaft 2020/Qualifikation | Maputo (MOS)            |                                                  |
| . | 04.09.2019 | Mauritius                    | 1:0                 | Fußball-Weltmeisterschaft 2022/Qualifikation          | Belle Vue Maurel (MRI)  |                                                  |
| . | 10.09.2019 | Mauritius                    | 2:0                 | Fußball-Weltmeisterschaft 2022/Qualifikation          | Maputo (MOS)            |                                                  |
| . | 13.10.2019 | Kenia                        | 1:0                 | Freundschaftsspiel                                    | Nairobi (KEN)           |                                                  |
| . | 14.11.2019 | Ruanda                       | 2:0                 | Afrika-Cup 2021/Qualifikation                         | Maputo (MOS)            |                                                  |
| . | 18.11.2019 | Kap Verde                    | 2:2                 | Afrika-Cup 2021/Qualifikation                         | Praia (KPV)             |                                                  |

### Seit 2020
|   | Datum      | Gegner         | Resultat            | Anlass                                       | Austragungsort       | Bemerkungen |
| - | ---------- | -------------- | ------------------- | -------------------------------------------- | -------------------- | ----------- |
| . | 12.11.2020 | Kamerun        | 1:4                 | Afrika-Cup 2021/Qualifikation                | Douala (KMR)         |             |
| . | 17.11.2020 | Kamerun        | 0:2                 | Afrika-Cup 2021/Qualifikation                | Maputo (MOS)         |             |
| . | 24.03.2021 | Ruanda         | 0:1                 | Afrika-Cup 2021/Qualifikation                | Kigali (RUA)         |             |
| . | 30.03.2021 | Kap Verde      | 0:1                 | Afrika-Cup 2021/Qualifikation                | Maputo (MOS)         |             |
| . | 07.07.2021 | Simbabwe       | 0:0                 | COSAFA Cup 2021 Vorrunde                     | Port Elizabeth (RSA) |             |
| . | 09.07.2021 | Senegal        | 0:1                 | COSAFA Cup 2021 Vorrunde                     | Port Elizabeth (RSA) |             |
| . | 11.07.2021 | Malawi         | 2:0                 | COSAFA Cup 2021 Vorrunde                     | Port Elizabeth (RSA) |             |
| . | 14.07.2021 | Namibia        | 1:0                 | COSAFA Cup 2021 Vorrunde                     | Port Elizabeth (RSA) |             |
| . | 16.07.2021 | Südafrika      | 0:3                 | COSAFA Cup 2021 Halbfinale                   | Port Elizabeth (RSA) |             |
| . | 18.07.2021 | Eswatini       | 1:1 n. V. 2:4 i. E. | COSAFA Cup 2021 Spiel um Platz 3             | Port Elizabeth (RSA) |             |
| . | 03.09.2021 | Elfenbeinküste | 0:0                 | Fußball-Weltmeisterschaft 2022/Qualifikation | Maputo (MOS)         |             |
| . | 07.09.2021 | Malawi         | 0:1                 | Fußball-Weltmeisterschaft 2022/Qualifikation | Johannesburg (RSA)   |             |
| . | 08.10.2021 | Kamerun        | 1:3                 | Fußball-Weltmeisterschaft 2022/Qualifikation | Yaoundé (CMR)        |             |
| . | 11.10.2021 | Kamerun        | 0:1                 | Fußball-Weltmeisterschaft 2022/Qualifikation | Tanger (MAR)         |             |
| . | 13.11.2021 | Elfenbeinküste | 0:3                 | Fußball-Weltmeisterschaft 2022/Qualifikation | Cotonou (BEN)        |             |
| . | 16.11.2021 | Malawi         | 1:0                 | Fußball-Weltmeisterschaft 2022/Qualifikation | Cotonou (BEN)        |             |